# Joe Abercrombie

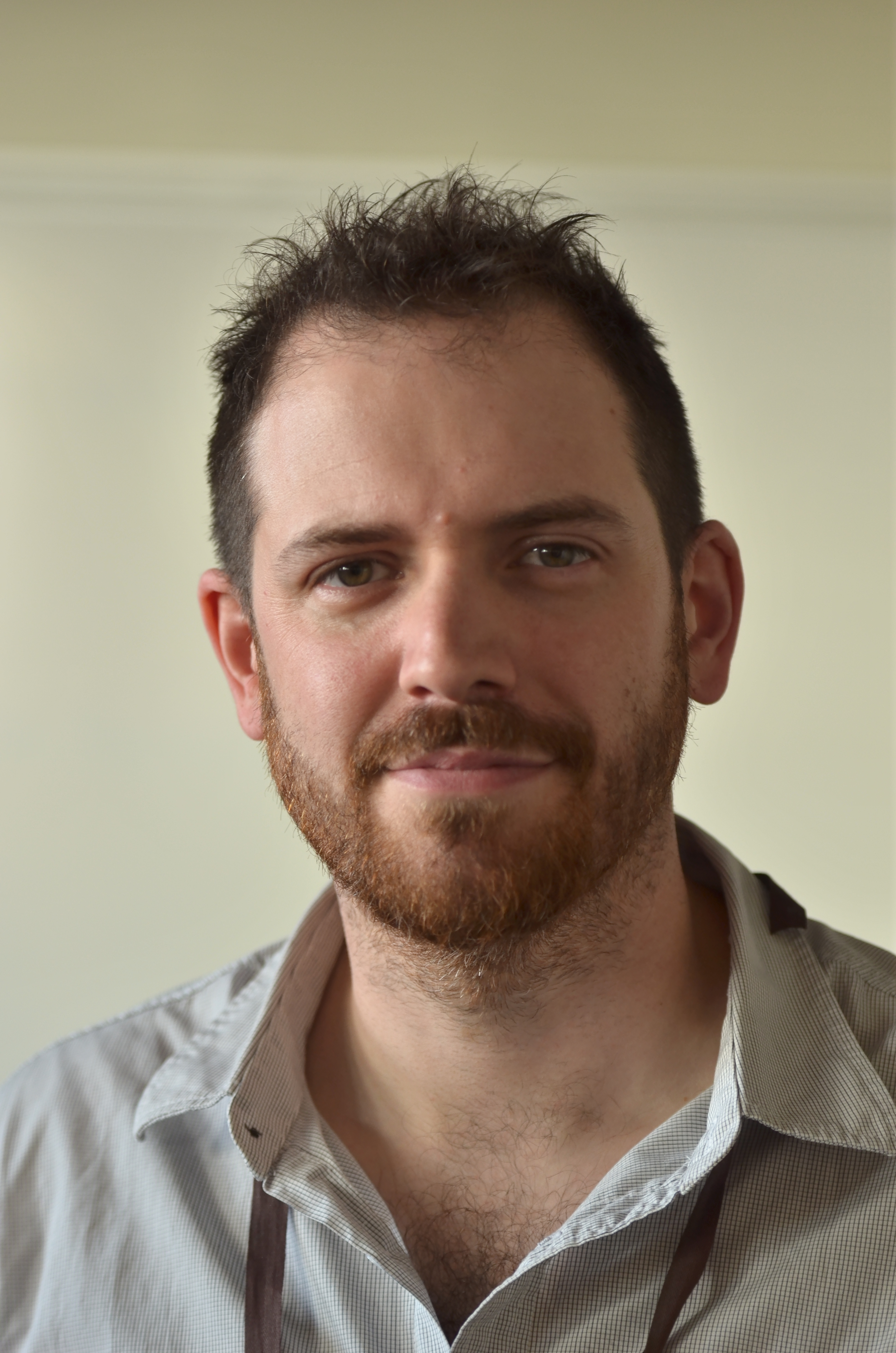
Joe Abercrombie (2012)

Joe Abercrombie (* 31. Dezember 1974 in Lancaster) ist ein englischer Autor von Fantasyromanen, bekannt durch die Trilogie The First Law und die weiteren im selben fiktiven Universum angesiedelten Romane sowie durch die Shattered-Sea-Trilogie.

## Leben
Joe Abercrombie wurde 1974 im englischen Lancaster geboren. Er studierte Psychologie an der Universität von Manchester und arbeitete nach seinem Abschluss in London als freischaffender Drehbuchautor.
Nachdem er bereits während seiner Studienzeit an einer Fantasy-Trilogie über einen barbarischen Helden gearbeitet hatte, nahm er diese Idee 2002 wieder auf. Abercrombie beendete den ersten Teil The Blade Itself 2004, der Roman erschien zwei Jahre später bei dem britischen Verlag Gollancz. Seit 2007 bringt der Heyne Verlag die „First Law“-Trilogie in deutscher Sprache heraus. Die Übersetzung stammt von Kirsten Borchardt. Es erfolgten auch Übersetzungen in andere europäische Sprachen. Von der Kritik wurden seine Romane positiv aufgenommen.
Abercrombie hat aufgrund des Erfolgs der Trilogie drei weitere Bände fertiggestellt, die in derselben Welt angesiedelt sind (Best Served Cold sowie The Heroes und Red Country). Im Januar 2011 schloss er einen Vertrag über vier weitere Bücher mit dem Verlag Gollancz ab, wobei es sich um eine selbstständige Handlung und eine Trilogie handelt.
Das erste Buch der neuen Shattered-Sea-Trilogie mit dem Namen Half a King erschien im Juli 2014. Auf Deutsch wurde das Buch im Januar 2015 unter dem Titel Königsschwur veröffentlicht. Die deutsche Übersetzung stammt auch bei dieser Trilogie von Kirsten Borchardt. Die weiteren Bücher der Trilogie (die im Juli 2015 abgeschlossen wurde) heißen Half the World und Half a War. Im April 2016 erschien der in der Welt von The First Law spielende Kurzgeschichtenband Sharp Ends, im September 2019 mit A Little Hatred der erste Teil einer neuen Trilogie namens The Age of Madness, die ebenfalls im The-First-Law-Universum spielt.
Abercrombie lebt mit seiner Familie in London.

## Werke

### Englische Ausgaben
- The-First-Law-Trilogie:
  - The Blade Itself. Gollancz, London 2007, ISBN 978-0-575-07979-3.
  - Before They Are Hanged. Gollancz, London 2008, ISBN 978-0-575-08201-4.
  - Last Argument of Kings. Gollancz, London 2008, ISBN 978-0-575-07790-4.
- Standalone-Romane im The-First-Law-Universum:
  - Best Served Cold. Gollancz, London 2009, ISBN 978-0-575-12775-3.
  - The Heroes. Gollancz, London 2011, ISBN 978-0-575-08385-1.
  - Red Country. Gollancz, London 2012, ISBN 978-0-575-11925-3.
- Kurzgeschichtenband im The-First-Law-Universum:
  - Sharp Ends. Gollancz, London 2016, ISBN 978-0-575-10468-6.
- The-Age-of-Madness-Trilogie im The-First-Law-Universum:
  - A Little Hatred. Gollancz, 2019, ISBN 978-0-575-09586-1.
  - The Trouble with Peace. Gollancz, 2020, ISBN 978-0-575-09591-5.
  - The Wisdom of Crowds. Gollancz, September 2021, ISBN 978-0-575-09597-7.
- Shattered-Sea-Trilogie:
  - Half a King. Harper Collins, London 2014, ISBN 978-0-00-755020-3.
  - Half the World. Harper Collins, London 2015, ISBN 978-0-00-755023-4.
  - Half a War. Harper Collins, London 2015, ISBN 978-0-00-755026-5.
- The Devils. Gollancz, London 2025, ISBN 978-1-399-60356-0.

### Deutsche Ausgaben
- The-First-Law-Trilogie:
  - Kriegsklingen. Heyne, München 2007, ISBN 978-3-453-53251-9.
  - Feuerklingen. Heyne, München 2008, ISBN 978-3-453-53253-3.
  - Königsklingen. Heyne, München 2008, ISBN 978-3-453-53252-6.
- Standalone-Romane im The-First-Law-Universum:
  - Racheklingen. Heyne, München 2009, ISBN 978-3-453-52522-1.
  - Heldenklingen. Heyne, München 2011, ISBN 978-3-453-52523-8.
  - Blutklingen. Heyne, München 2013, ISBN 978-3-453-31483-2.
- Kurzgeschichten im The-First-Law-Universum:
  - Schattenklingen Heyne, München 2017, ISBN 978-3-453-31806-9.
- The-Age-of-Madness-Trilogie im The-First-Law-Universum:
  - Zauberklingen. Heyne, 2020, ISBN 978-3-453-31533-4.
  - Friedensklingen. Heyne, März 2021, ISBN 978-3-453-31534-1.
  - Silberklingen. Heyne, November 2021, ISBN 978-3-453-31535-8.
- Shattered-Sea-Trilogie:
  - Königsschwur. Heyne, München 2015, ISBN 978-3-453-31599-0.
  - Königsjäger. Heyne, München 2015, ISBN 978-3-453-31600-3.
  - Königskrone. Heyne, München 2016, ISBN 978-3-453-31601-0.
- The Devils. Heyne, München 2025, ISBN 978-3-453-27498-3.